# Марино Франческо Мария Караччоло
Марино Франческо Мария Караччоло (итал. Marino Francesco Maria Caracciolo, также известный как Марино III Караччоло; 7 июля 1668, Резина — 18 февраля 1720, Вена), 5-й князь ди Авеллино, 6-й герцог ди Атрипальда — государственный деятель Неаполитанского королевства.

## Биография
Сын Франческо Марино Караччоло, 4-го князя ди Авеллино, и Джеронимы Пиньятелли Тальявия д'Арагона Кортес.
Неаполитанский патриций, 3-й маркиз ди Сансеверино, 3-й граф ди Серино, великий канцлер Неаполитанского королевства, гранд Испании 1-го класса, князь Священной Римской империи.
В шестилетнем возрасте потерял отца, от которого унаследовал помимо титулов колоссальное состояние, поскольку во владении семьи Караччоло-Росси находилась большая часть внутренних районов Кампании, дававших значительный доход и делавших эту фамилию самой богатой и влиятельной в Неаполитанском королевстве.
4 марта 1675 произведён Карлом II в генералы тяжёлой кавалерии Неаполя (generale di cavalleria dei catafratti), что было наследственной должностью в его семье. Детство князь провёл в Авеллино под опекой матери и при содействии судьи Альваро делла Квадра. Его обучением занимались лучшие неаполитанские наставники, в том числе Филиппо Анастазио, известный писатель, прививший своему воспитаннику любовь к литературе.
Благодаря женитьбе на племяннице Лоренцо Онофрио Колонна, великого коннетабля, а затем регента Неаполитанского королевства, князь Авеллино ещё более усилил своё влияние, и смог в 1687 году назначить Анастазио на кафедру гражданского, а затем канонического права в Неаполитанском университете, несмотря на протесты учёных.
В это время Марино Франческо Мария был членом так называемой колонии Себезия, входившей в состав Неаполитанской Аркадии (литературной академии, делившейся на региональные колонии; неаполитанская колония называлась Себезия по имени реки Себето, протекавшей к востоку от города по лугам и орошаемым полям. Ныне сильно загрязнена и не является источником поэтического вдохновения). Под псевдонимом Клизио Лузиано князь сочинил пасторальное рассуждение, не представляющее большой поэтической ценности.
Из-за своего горячего темперамента князь неоднократно ввязывался в серьёзные конфликты. В 1687 году ему грозило наказание за убийство нескольких солдат, но тогда его спас дядя-регент. С 20 февраля по 12 апреля 1692 Марино по приказу вице-короля графа де Сантистебана находился в заключении в замке Сант-Эльмо за то, что убил в Авеллино одного из своих вассалов, не сдержавшего клятвы. В этом случае от также был помилован.
Два года спустя между его людьми и жителями Муньяно завязалась драка, когда князь проезжал в карете через это селение. Местные имели численное преимущество, поэтому Марино пришлось позорно спасаться бегством. Деспотичный характер и большое влияние делали князя Авеллино малопопулярной фигурой. Когда в 1699 году умер Марино Феста, оставивший много долгов, говорили, что он задолжал крупную сумму великому канцлеру королевства, обещанную за продвижение на пост секретаря Коллегии докторов Неаполя. Караччоло доказал могущество своего дома, добившись для Анастазио кафедры архиепископа Сорренто.
17 марта 1694 был пожалован Карлом II в рыцари ордена Золотого руна.
С началом войны за Испанское наследство князь Авеллино доказал свою верность Филиппу V. В 1701 в Неаполе был организован заговор князя Маккьи, и Марино направил двести солдат президу провинции княжества Ультра, чтобы помочь подавить восстание в этом районе. В следующем году он привёл в Ломбардию крупный военный отряд, снаряжённый за свой счёт, потратив на экспедицию 100 тыс. скуди. В декабре 1702 король произвёл его в лагерные маршалы и назначил генеральным викарием Дальней и Ближней Кампании (княжеств Ультра и Цитра), что не удовлетворило амбиций князя, считавшего награду недостаточной и не компенсировавшей понесённых расходов.
С началом австро-испанской войны за Неаполь князь Авеллино стал во главе проавстрийской партии. В июле 1707 он собрал около 4 тыс. солдат и занял перевал Монтефорте, не позволив принцу Кастильоне, командовавшему испанской кавалерией, овладеть дорогой на Абруцци, а другой его отряд расположился в сельской округе Меркато-Сан-Северино, закрывавшей проход к Салерно. Тем временем австрийский командующий граф фон Даун вторгся на неаполитанскую территорию с севера, и вскоре испанцы были вынуждены капитулировать.
В награду за услуги Карл III 12 августа 1708 возвёл Марино в достоинство гранда Испании. Анонимный неаполитанский современник заклеймил князя Авеллино в памфлете, назвав «нечестивым изменником», «недостойным викарием» и «предателем Бога, короля и отечества». На самом деле, будучи придворным, князь просто встал на сторону более сильной партии.
В 1710 году Карл назначил Марино послом при дворе папы Климента XI. Князь приехал в Рим во главе ста восьмидесяти слуг и вассалов, и обосновался во дворце Пьомбино на Пьяцца Колонна. В начале 1712 года он внезапно подал в отставку и вернулся в Неаполь. Император высоко оценил его услуги, выплатив крупную сумму дополнительно к ежегодному жалованию в 40 тыс. дукатов. Императорским декретом, данным в Вене 26 ноября 1715, Марино со своими потомками был возведён в достоинство князя Священной Римской империи, с определением дорогого и любимого кузена и правом чеканить монету, а в 1716 был пожалован в императорские тайные советники.
Последние годы жизни князь провёл в Вене, добиваясь получения наследства после смерти матери, и умер там 18 февраля 1720, как подозревали, от яда. Останки через несколько лет были перевезены в Авеллино.

## Семья
Жена (1687): Антония Спинола (1659—21.02.1744), дочь Паоло Спинолы, герцога ди Сансеверино и маркиза де лос Бальбасес, и Анны Колонна. Принесла в приданое 60 тыс. дукатов. Управляла владениями в отсутствие мужа. Перестроила замок Авеллино, пострадавший от землетрясения 9.10.1694. Новый дворец, построенный неаполитанским архитектором Кристофаро Скоресом, был украшен роскошной мебелью, гобеленами и картинами, и оставался княжеской резиденцией до 1808 года.
Дети:
- Франческо Марино II (10.05.1688—1.05.1727), 6-й князь Авеллино. Жена (30.04.1713): Джулия д'Авалос д'Аквино д'Арагона (ум. 1726), дочь Николы д'Авалоса д'Аквино д'Арагоны, князя Монтезаркьо и Трои, и Джованны Караччоло
- Мария Джиролама (26.11.1689—26.03.1691)
- Анна Мария (17.03.1691—13.10.1715). Муж (13.07.1713): Диего Пиньятелли Арагона Кортес (1687—1750), 9-й герцог ди Монтелеоне
- Никола (р. и ум. 14.01.1692)
- Тереза (12.06.1693—7.10.1779), монахиня под именем сестры Карлотты в монастыре Санта-Мария-Донна-Реджина в Неаполе с 1712
- Амброджо (24.07—4.08.1694)
- Амброджо (26.01.1699—23.02.1746), князь Торкьяроло и Священной Римской империи. Жена (27.06.1729): Мария Франсиска Афан де Ривера (ум. 1750), дочь Перафана Афан де Риверы, маркиза де Вильянуэва де лос Торрес, и Серафины Бернардо, маркизы ди Монтенегро. Основатель линии Караччоло ди Торкьяроло